# Weserflug We 271
Die Weserflug We 271 war der Prototyp eines Amphibienflugzeuges der Weser-Flugzeugbau (kurz Weserflug) das Ende der 1930er / Anfang der 1940er entwickelt und erprobt wurde.

## Geschichte
Die We 271 stellte die einzige Eigenentwicklung der Weserflug in Einswarden (Nordenham) dar. Konzipiert wurde das zweimotorige Land-/See-Flugzeug maßgeblich vom technischen Direktor der Werke Adolf Rohrbach. Charakteristische Merkmale der We 271 waren die rechteckige Flügelform, das Doppelleitwerk und die tropfenförmigen seitlichen Stützschwimmer. Der Erstflug von Land aus erfolgte am 26. Juni 1939 durch den Weserflug-Chefpiloten Gerhard Hubrich in Lemwerder. Noch am selben Tag wurden vier weitere Testflüge durchgeführt. Am 28. Juni 1939 hob das Flugzeug dann auf der Weser zum ersten Mal vom Wasser aus ab. Rohrbach, der am 6. Juli 1939 verstarb, konnte an diesen ersten Flugversuchen nicht mehr teilnehmen.
Mit Beginn des Zweiten Weltkrieges mussten geplante Rekordflugversuche gestrichen werden, die Erprobung der Maschine wurde jedoch fortgesetzt. Die Bugform des Flugbootes wurde geändert, um die Luftschrauben und den Bugbereich besser gegen Spritzwasser zu schützen und auch das Leitwerk durchlief verschiedene Änderungen. Im Jahr 1940 wurde der Prototyp von Lemwerder nach Einswarden verlegt, wo er bei einem Testflug 1941 beinahe durch ein britisches Jagdflugzeug abgeschossen worden wäre. Nachdem die We 271 mit dem Kennzeichen D–ORBE nach mehr als 60 Flügen ihre Mustererprobung absolviert hatte, übernahm am 1. Mai 1942 die Erprobungsstelle See der Luftwaffe in Travemünde die Maschine, wo das Unikat später verschrottet wurde.
Im Jahr 1941 wurden die Projekte Weserflug P 2146 und Weserflug P 2147 auf der Grundlage der We 271 entworfen.

## Technische Daten
| Kenngröße             | We 271 V1                | We P 2146         | We P 2147         |
| --------------------- | ------------------------ | ----------------- | ----------------- |
| Besatzung             | 1                        |                   |                   |
| Passagiere            | 3                        |                   |                   |
| Länge                 | 9,94 m                   |                   |                   |
| Spannweite            | 15,20 m                  | 14,6 m            | 13,2 m            |
| Höhe                  | 2,32 m                   |                   |                   |
| Flügelfläche          | 27,30 m²                 | 32 m²             | 25,75 m²          |
| Flügelstreckung       | 8,5                      | 6,7               | 6,8               |
| Leermasse             | ca. 2300 kg              |                   |                   |
| Zuladung              | 596 kg                   |                   |                   |
| Startmasse            | 2900 kg                  | 3850 kg           | 2650 kg           |
| Höchstgeschwindigkeit | 233 km/h                 | 325 km/h          | 275 km/h          |
| Reisegeschwindigkeit  |                          | 295 km/h          |                   |
| Landegeschwindigkeit  | 115 km/h                 |                   |                   |
| Steiggeschwindigkeit  | 4,00 m/s                 |                   |                   |
| Steigzeit             | 4,80 min auf 1000 m Höhe |                   |                   |
| Gipfelhöhe            | 3400 m                   |                   |                   |
| Reichweite            |                          |                   |                   |
| Startstrecke (Land)   | ca. 900 m                |                   |                   |
| Triebwerke            | 2 × Argus As 10 E        | 2 × Argus As 410a | 2 × Hirth HM 508C |
| Leistung              | 2 × 270 PS (ca. 200 kW)  |                   |                   |